# Гранат, Игнатий Наумович
Игна́тий Нау́мович (Идель Нахимович) Грана́т (31 июля (12 августа) 1863, Могилёв — 29 декабря 1941, Москва) — российский издатель, основатель (вместе со старшим братом Александром) издательства «Гранат», профессор Московского университета.

## Биография
Родился в Могилёве 31 июля (12 августа) 1863 года в семье одесского купца Наума (Нахима) Кивовича Граната.
Окончил Полтавскую гимназию (1883) и юридический факультет Московского университета (1887) со степенью кандидата. Был оставлен по представлению А. И. Чупрова на кафедре политической экономии для приготовления к профессорскому званию.
В 1892 году вместе с братом Александром основал в Москве частное издательство «Товарищество братьев А. и И. Гранат и К°», которое приобрело права на «Настольный энциклопедический словарь», выпускавшийся с 1891 года «Товариществом А. Габриель и К°». В 1910 году начал выпуск «Энциклопедического словаря Гранат», взяв за образец «Британскую энциклопедию» (до октября 1917 года были изданы 33 тома). Пригласил в редакционную коллегию большое число профессоров Московского университета. Другие издания «Товарищества братьев А. и И. Гранат и К°»: «История XIX века» (в 8 томах 1905—1907), «История России в XIX веке» (в 9 томах, 1907—1911), «История нашего времени» (в 8 томах, 1910—1917).
В 1917 году товарищество было преобразовано в акционерное общество «Русский биографический институт братьев А. и И. Гранат», который в 1939 году влился в институт «Советская энциклопедия». До последнего тома продолжал участвовать в редактуре томов энциклопедического словаря и в советский период.
Кроме издательской деятельности И. Н. Гранат занимался научно-педагогической работой. Он — автор ряда книг политэкономической и юридической направленности — например, «Рабочий вопрос и земельная реформа» (1906, под псевдонимом И. Грей) и «К вопросу об обезземеливании крестьянства в Англии» (1908), по которой он защитил магистерскую диссертацию (1908).
Профессор кафедры экономической политики факультета общественных наук московского университета (1921—1925); читал курс «Экономическая политика». К старости почти полностью ослеп. С 1937 года — персональный пенсионер республиканского, а с 1940 года — союзного значения.
Скончался в Москве 29 декабря 1941 года. Похоронен на Новодевичьем кладбище (колумбарий на Старой территории кладбища, секция 54). Личная библиотека по его завещанию была передана в МГУ, и тогда в ней обнаружились письма В. И. Ленина в редакцию «Энциклопедического словаря».
Племянник (сын сестры) — экономист, революционный и хозяйственный деятель Юрий Ларин. Внучатый племянник — археолог и этнограф Михаил Григорьевич Рабинович (1916—2000), лауреат Государственной премии Российской Федерации (1993).